# Rallinyssus
Rallinyssus es un género de ácaros perteneciente a la familia Rhinonyssidae.

## Especies
Rallinyssus Strandtmann, 1948
- Rallinyssus caudistigmus Strandtmann, 1948
- Rallinyssus congoensis Fain, 1956
- Rallinyssus gallinulae Fain, 1960
- Rallinyssus sorae Pence & Young, 1979